# Rydberg (unité)
Pour les articles homonymes, voir Rydberg.
Le rydberg, de symbole Ry, est une unité d'énergie, définie comme l'énergie d'un photon dont le nombre d'onde est égal à la constante de Rydberg de l'hydrogène (c'est-à-dire l'énergie d'ionisation de l'atome d'hydrogène selon le modèle de Bohr). Il est ainsi nommé en l'honneur du physicien suédois Johannes Rydberg (1854-1919).
Le rydberg peut être exprimé dans d'autres unités, notamment le joule et l'électronvolt, par les formules suivantes :
{\displaystyle 1\ \mathrm {Ry} =h\,c\,R_{\infty }={\frac {m_{\mathrm {e} }e^{4}}{8\,\varepsilon _{0}^{2}h^{2}}}={\frac {e^{2}}{8\pi \varepsilon _{0}a_{0}}}\approx 2{,}179\;872\;361\;1035(42)\times 10^{-18}\ \mathrm {J} =13{,}605\;693\;122\;994(26)\ \mathrm {eV} }
où :
h désigne la constante de Planck,
c la vitesse de la lumière dans le vide,
{\displaystyle R_{\infty }} la constante de Rydberg asymptotique,
{\displaystyle m_{\mathrm {e} }} la masse de l'électron,
e la charge de l'électron,
{\displaystyle \varepsilon _{0}} la permittivité diélectrique du vide,
{\displaystyle a_{0}} le rayon de Bohr.